# Лагута Олена Ігорівна
Олена Ігорівна Лагута (рос. Елена Игоревна Лагута, до шлюбу: Тинькова; нар. 22 лютого 1984, Москва, РРСФР, СРСР) — російська акторка театру, кіно та телебачення.

## Життєпис
Олена Тинькова народилася 22 лютого 1984 року в Москві.
У 2004 році закінчила Театральний інститут імені Бориса Щукіна.

## Особисте життя
Чоловік — Юрій Лагута, режисер та актор, уродженець міста Шостка. У подружжя двоє доньок: Олеся та Ксеня. 

## Фільмографія
| Рік       |    | Українська назва                     | Оригінальна назва                     | Роль                                 |
| --------- | -- | ------------------------------------ | ------------------------------------- | ------------------------------------ |
| 2019      | с  | Моя чужа дочка                       | Моя чужая дочка                       | Лариса                               |
| 2017      | с  | Ходіння по муках                     | Хождение по мукам                     | Мушка                                |
| 2017      | с  | Той, хто читає думки                 | Тот, кто читает мысли                 | Лариса Міхєєва                       |
| 2016      | с  | Павутина-10                          | Паутина-10                            | Віка                                 |
| 2016      | ф  | Злом                                 | Взлом                                 | Олена, директорка благодійного фонду |
| 2015      | с  | Мигдалевий присмак кохання           | Миндальный привкус любви              | Зіна                                 |
| 2015      | с  | Дорослі доньки                       | Взрослые дочери                       | епізодична роль                      |
| 2014      | ф  | Фатальний спадок                     | Роковое наследство                    | Настя                                |
| 2014      | с  | Ідеальний чоловік                    | Идеальный мужчина                     | Лариса                               |
| 2013      | с  | Янгол або демон                      | Ангел или демон                       | Ольга                                |
| 2013      | с  | До смерті вродлива                   | До смерти красива                     | Марі                                 |
| 2013      | с  | Вчитель у законі. Повернення         | Учитель в законе. Возвращение         | Світлана                             |
| 2011      | с  | Чорні вовки                          | Чёрные волки                          | Люба Гречнєва                        |
| 2011      | с  | Темні води                           | Тёмные воды                           | Юля                                  |
| 2011      | с  | Заручники кохання                    | Заложники любви                       | Катерина                             |
| 2010      | с  | Москва. Три вокзали                  | Москва. Три вокзала                   | Лідія Абрамова                       |
| 2011      | тф | Якось на Новий рік                   | Однажды в Новый год                   | Людмила                              |
| 2011—2012 | с  | Кровиночка                           | Кровинушка                            | Ольга Теркулова                      |
| 2010      | с  | «Алібі» на двох                      | «Алиби» на двоих                      | епізодична роль                      |
| 2010      | с  | Дворик                               | Дворик                                | Оксана                               |
| 2010      | с  | Будинок зразкового утримання         | Дом образцового содержания            | Маргарита Марголіна                  |
| 2009      | ф  | Сніг на голову                       | Снег на голову                        | Ніка, головна роль                   |
| 2009      | с  | Дві сестри-2                         | Две сестры-2                          | Маргарита                            |
| 2009      | с  | Детективне агентство «Іван та Марія» | Детективное агентство «Иван да Марья» | Юлія Чуприна                         |
| 2008      | с  | Година Волкова-2                     | Час Волкова-2                         | Вікторія Розумовська                 |
| 2008      | с  | Ненависть                            | Ненависть                             | Лариса Шустікова                     |
| 2003      | с  | Російські амазонки-2                 | Русские амазонки-2                    | Варя Чернова                         |
| 2003      | с  | Вогнеборці                           | Огнеборцы                             | епізодична роль                      |